# Johann Friedrich Struensee
Gróf Johann Friedrich Struensee  (1737. augusztus 5., Halle – lefejezték Koppenhágában 1772. április 28.) dán miniszter, orvos.

## A felvilágosodás ifjú altonai híve
Johann Friedrich Struensee egy, a lutheránus egyház pietista irányzatához tartozó lelkész, Adam Struensee fiaként Halléban született, és ott végezte orvosi tanulmányait. 1758-tól (a jelenleg Hamburghoz tartozó) Altonában praktizált, amely akkor a Dán Királyság fennhatósága alá tartozott. 1764-ben megjelent könyvében a világon elsőként írta le a száj- és körömfájás kórisméjét, majd oltóanyagot is előállított.
Altonai évei alatt élénken foglalkoztatták a felvilágosodás gondolatai, a francia felvilágosodás nagyjai, különösen Rousseau rajongója lett. Felvilágosult szellemiségű röpiratokat is kiadott.

## Az udvari orvos hatalomra jutása
Élete 1768-ban érkezett fordulópontjához, amikor megismerkedett a külföldi körútra induló VII. Keresztély dán királlyal, aki udvari orvosává és egyben személyi titkárává tette. Mivel igen jó pszichológiai érzékkel tudta kezelni a kicsapongásairól és ideggyengeségéről közismert fiatal uralkodót, Keresztély a bizalmába fogadta. Struensee pedig élt a lehetőséggel, és a feltétlen bizalmat kihasználva ténylegesen átvette az államügyek irányítását. Dániában az ő nevéhez fűződik a felvilágosult abszolutizmus első, rövid korszaka (1770-72).
A király a doktor javaslatára már 1770. szeptember 15-én eltávolította tisztségéből Bernstorff grófot, az abszolutisztikus kormányzat korábbi vezetőjét, majd december 10-én megszüntette a titkos tanácsot (Gehejmekonseil), és teljhatalmat adott Struensee részére az államügyek intézésében. Ez kezdetben azt jelentette, hogy csak ő terjeszthetett minden indítványt az uralkodó elé, és ő szövegezte meg a királyi elhatározásokat, 1771. július 14-én azonban Dr. Struensee egy korábban nem létező pozícióba, „titkos kabinetminiszterré” (gehejme kabinetsminister) neveztette ki magát és elérte, hogy az általa kibocsátott rendeletek az uralkodó aláírása nélkül is egyenrangúak legyenek a jogszabályi hierarchiában a királyi rendeletekkel. Megjegyzendő, hogy éppen itt hágta nyíltan át a dániai abszolutizmus alaptörvénye, az 1665. évi Kongelov ellentmondást nem tűrő, még a király által sem módosítható szabályait, mely szerint „minden hivatalos irat érvényességéhez királyi pecsét és az uralkodó saját kezű aláírása szükséges” (VII. cikkely).

## Kormányzati intézkedései

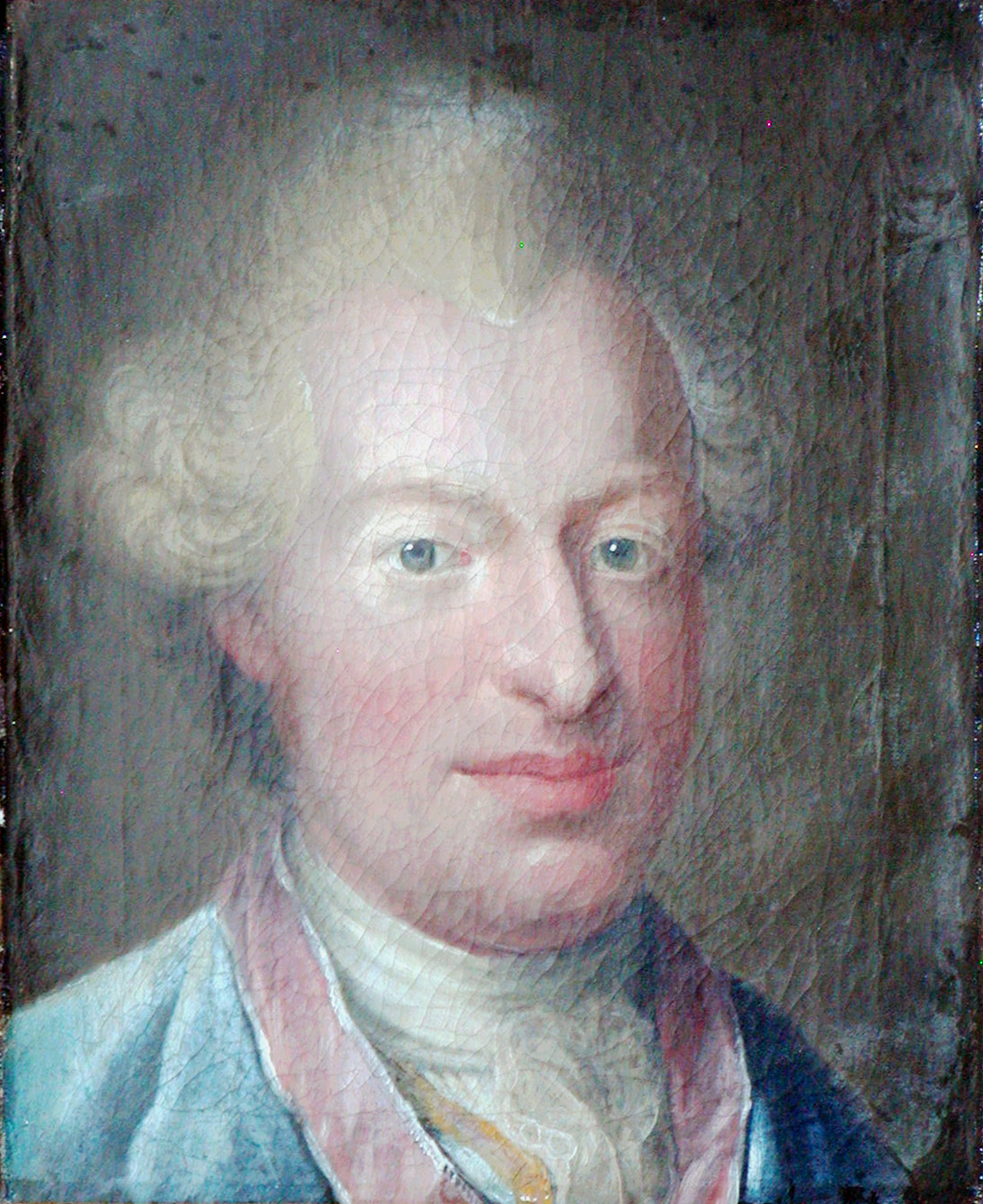
Johann Friedrich Struensee (1770 körül)

Struensee, mint sok felvilágosult kortársa, maga is minden diplomáciai érzék híján lévő, „küldetéstudatos” politikus volt, aki képtelen volt felmérni, milyen veszély fenyegeti. A magyar történelemből leginkább II. Józsefhez lehetne hasonlítani, s e történelmi párhuzam azért is érzékletes, mert Struensee esetében is jelentős lökést adott a vele történő ellenszegülésnek, hogy a német nyelvű hivatalos levelezést és iratkiadást szorgalmazta, és maga is minden rendeletét németül adta ki (ami persze érthető, hiszen nem beszélt dánul). Ami II. Józseffel is történt, az ő esetében is bekövetkezett: a nemzeti önazonosság ébredésének időszakában egyfajta nemzeti presztízskérdéssé vált a reformjaival való szembeszegülés, helyenként azok tartalmára való tekintet nélkül. Újító intézkedései márpedig bőséggel voltak, nem is akármilyenek. (Mennyiség tekintetében is a „kalapos királyra” emlékeztet: 1770. szeptember és 1771. december között több mint 1800 rendeletet adott ki.)
Már 1770. szeptember 14-én eltörölte a cenzúrát (Kabinetsordre om trykkefrihed), mely intézkedését rövid átiratban azzal indokolta, hogy a társadalmi vita elősegíti az észszerű döntések meghozatalát. Mindez igen pozitív visszhangra talált a kor neves gondolkodói körében (még Struensee egyik nagy példaképe, Voltaire is üdvözölte), ugyanakkor a doktor ellenségei is éltek a szabad sajtó adta lehetőségekkel: Koppenhága utcáin megjelentek a Struensee és Karolina Matild királyné bizalmas kapcsolatán élcelődő röplapok, falragaszok. Mindez arra sarkallta Struenseet, hogy 1771 októberében bizonyos adminisztratív intézkedéseket vezessen be, előírva egyebek mellett, hogy minden kiadványon fel kell tüntetni a szerző és a kiadó nevét.
A sajtószabadság mellett az új kormányzat deklarálta a lelkiismereti és vallásszabadságot (kiterjesztve a szabad vallásgyakorlás jogát a nem lutheránus hitűekre is), valamint a kereskedelem és iparűzés szabadságát (leépítve az állam által biztosított monopóliumokat és csökkentve a vámokat). Jelentős lépések történtek az állampolgári jogegyenlőség biztosítása felé: Struensee minden nemesi címet és rangot eltörölt, 1771. február 20-ai rendeletében korlátozta a robotot, és előirányozta a jobbágyság teljes eltörlését is.
Költségvetési reformot léptetett életbe, melyet az állami kiadások észszerűsítése jellemzett (ezzel is sértve az abszolutizmusból hasznot húzó, az udvarban korábban kulcsszerepet játszó hatalmi elit érdekeit). Tovább központosította a közigazgatást, megszüntetve Koppenhága sajátos autonómiáját, ahol 1771-ben egységes bíróságot hozott létre (byret). Kimondta a bíróságok közigazgatástól való függetlenségét.
Büntetőjogi reformjait általánosságban a büntetések enyhítése, humánusabb büntetési rendszer bevezetése jellemezte, mely intézkedések közül kiemelendő a halálbüntetés alkalmazhatóságának szűkítése (így például annak elrendelése, hogy lopásért többé senkit ne lehessen halállal büntetni). Eljárásjogi reformokat is életbe léptetett: azonnali hatállyal betiltotta a kínvallatást (érvénytelennek nevezve a tortúrával kikényszerített vallomásokat) és megszüntette a boszorkánypereket. Elrendelte a bírósági tárgyalások nyilvánosságának biztosítását, a házkutatást pedig bírói engedélyhez kötötte (nem csak magánházak, hanem üzleti helyiségek esetében is).
A család és erkölcs kérdéseiben is liberálisnak mutatkozott: megszüntetett minden diszkriminációt „törvényes” és „törvénytelen” gyermekek között, és úgy döntött, hogy a házasságtörést elkövetők a továbbiakban nem sújthatók halálbüntetéssel. Itt azonban már – a felvilágosodás magasztos és üdvözlendő gondolatai mellett – némi önérdeket is fel kell fedeznünk, ugyanis Struensee doktor Karolina Matild szeretője volt (Marczali Henrik szavait idézve: „a jó koppenhágaiak nagy megbotránkozással nézték, mint lovagol ki a királynő, postásruhájában egyedül a miniszterrel, kit szeretőjének tartottak”), s a királynénak ráadásul gyermeke is született tőle (a hivatalos álláspont szerint Lujza Auguszta hercegnőt VII. Keresztély leányának kellett tekinteni, de mindenki tisztában volt az apa valódi személyével).
Intézkedéseivel sok ellenséget szerzett magának befolyásos körökben is: az önkormányzati jogok megnyirbálásával magára haragította az állam által korábban kereskedelmi monopóliumokkal támogatott koppenhágai polgárokat, de még ennél is jobban maga ellen hergelte a főnemeseket, akiket még az 1660 után megmaradt néhány, inkább jelképes joguktól (rangok, címek viselése) is megfosztott, s így okkal érezhették megalázottnak magukat. A „kisemmizett” arisztokraták a király mostohaanyja, Julianna Mária támogatását megnyerve összeesküvést szőttek ellene, és rávették VII. Keresztélyt, hogy rendelje el a „főminiszter”, a királyné, valamint Struensee legközvetlenebb munkatársa, Enevold Brandt (1738–1772) letartóztatását.

## Bukása

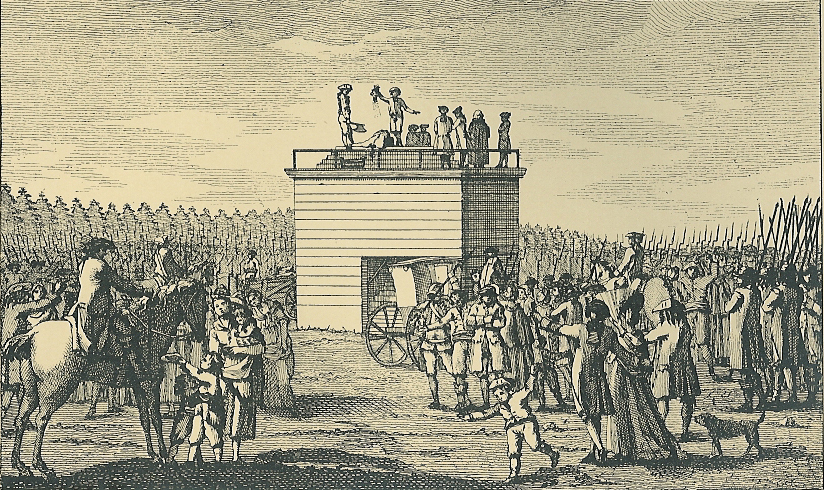
Johann Friedrich Struensee és Enevold Brandt kivégzése, 1772. április 28.

A Struensee elleni akcióra 1772. január 17-én hajnalban, egy udvari bált követően került sor. A doktort házasságtöréssel, felségsértéssel, valamint a Kongelov rendelkezéseinek megsértésével és hivatali hatalommal való visszaéléssel vádolták.
A „vésztörvényszék” (Inkvisitionskommission) 1772. április 25-én valamennyi vádpontban bűnösnek találta és halálra ítélte. A verdiktet három nappal később – stílszerűen: középkori külsőségek közepette, igen nagy érdeklődés mellett – végre is hajtották. Először levágták jobb kezét, majd lefejezték, végül a testét felnégyelték és tagjait kerékbe törték. Brandt is hasonlóan járt, a királynét viszont – házassága érvénytelenítése mellett, Sir Murray Keith angol követ fenyegetőzése hatására – végül csak Cellébe száműzték (ahol azonban 1775. május 10-én, mindössze huszonnégy évesen, skarlátfertőzésben életét vesztette).

## Dánia Struensee után
Struensee politikusi működésének értékelése gyanánt álljanak itt ismét a századforduló nagyszerű magyar történészének, Marczali Henriknek a szavai: „a nemességnek csak az újító személyét sikerült megbuktatnia; az újítás szelleme ébren maradt”.
Nem kérdés ugyanis, hogy a jellemhibái miatt könnyen sebezhető Struensee elleni összehangolt támadás valódi politikai célja felvilágosult reformjainak érvénytelenítése volt, amit rögtön a letartóztatás után sikerült is elérni: a király „egy tollvonással” minden, a doktor által kiadott rendeletet hatályon kívül helyezett. A kivégzés után azonnal mélyreható változások következtek be a dán belpolitikában. A kabinet irányítását az összeesküvés egyik irányítója, Ove Høegh-Guldberg, a király féltestvérének házi tanítója vette át, VII. Keresztély törvényes képviselőként fellépő mostohaanyja, Julianna Mária volt királyné megbízásából.
Még 1772-ben helyreállították az államtanácsot (titkos tanács helyett ezúttal Statsråd néven), 1773-ban elrendelték a dán nyelv államnyelvvé nyilvánítását, 1776-ban pedig azt is kimondták, hogy csak „a dán király alattvalói” (vagyis dánok, norvégok és holsteiniek) láthassanak el közhivatalt. 1773. október 20-án Guldberg visszaállította a sajtó feletti rendőrhatósági ellenőrzést. Az új kormányzat ismét biztosította a koppenhágai kereskedők számára a Struensee által megvont monopóliumokat és állami támogatást, és eltörölte a robot korlátozását is, amit pedig Struensee a jobbágyság teljes megszüntetéséhez vezető első lépésként léptetett életbe.
A 18. század végi Dániában ezeknek a feudális jellegű intézkedéseknek azonban már nem volt létjogosultságuk. 1784. április 14-én az épp tizenhatodik évét betöltött Frigyes trónörökös (a majdani VI. Frigyes király) az államtanács ülésén váratlanul megjelenve, az apjával aláíratott rendelet segítségével – felvilágosult vidéki polgári és „reformnemesi” körök támogatásával – átvette a hatalmat, és a továbbiakban régensként állt az ország élén egészen 1808-ig, mikor végre királyként léphetett intellektuális szempontból nem túl termékeny, ám annál hosszabb „hivatali időt” megélt édesapja, VII. Keresztély örökébe. Ezzel kezdetét vette a dán felvilágosult abszolutizmus második nagy korszaka, amelyben Struensee több más „titkos” terve mellett végre a jobbágyfelszabadítást is valóra váltották (1788. június 20-án, a stavnsbånd, azaz a mifelénk is jól ismert röghöz kötés eltörlésével).

## Felhasznált és ajánlott irodalom
- Bain, Robert Nisbet: Scandinavia. A Political History of Denmark, Norway and Sweden from 1513 to 1900. Cambridge University Press, Cambridge, 1905.
- Ekman, Ernst: The Danish Royal Law of 1665. = The Journal of Modern History. Vol. 29. 2/1957: 102–107.
- Hovde, Bryn J.: The Scandinavian Countries, 1720-1865. The Rise of the Middle Classes. Vol. 1. Cornell University Press, New York, 1948.
- Jespersen, Knud J.V.: A History of Denmark. Palgrave MacMillan, New York, 2004.
- Kan, Alekszandr Szergejevics: A skandináv országok története. Kossuth Könyvkiadó, Bp., 1976.
- Képes György: A Dán Királyság alkotmánytörténete a kezdetektől 1848-ig. ELTE Eötvös Kiadó, Bp., 2019, 223-227.
- Képes György: Dánia alkotmánytörténete a 13. századtól napjainkig. Gondolat Kiadó, Bp., 2009, 72-78.
- Képes György: Felvilágosult abszolutizmus Dániában. In: Tevesz László (szerk.): Államhatalom és társadalmi autonómia viszonya a nyugati keresztény civilizációban. ELTE Eötvös Kiadó, Bp., 2015, 39-58.
- Lauring, Palle: A History of the Kingdom of Denmark. Høst & Søns Forlag, Koppenhága, 1960.
- Laursen, John Christian: Spinoza in Denmark and the Fall of Struensee, 1770–1772. = Journal of the History of Ideas. Vol. 61. 2/2000. 189–202.
- Marczali Henrik: Nagy képes világtörténet. A forradalom és Napóleon kora. Franklin Társulat – Révai testvérek, Bp., é.n.
- Munck, Thomas: Absolute Monarchy in Later-Eighteenth Century Denmark: Centralized Reform, Public Expectations and the Copenhagen Press. = The Historical Journal. Vol. 41. 1/1998: 201–224.
- Nordstrom, Byron J.: Scandinavia since 1500. University of Minnesota Press, 2000.
- Poór János: Az állam első szolgái. Progresszió, Bp., 1989.

## Regények Struensee-ről
- Enquist, Per Olov: Az udvari orvos látogatása. Európa Könyvkiadó, Bp., 2001.
- Neumann, Robert: A királyné kegyence. Európa Könyvkiadó, Bp., 1973.

## Filmek Struensee-ről
- Egy veszedelmes viszony (En kongelig affære) színes, feliratos, dán-svéd-cseh-német történelmi dráma, 137 perc, 2012. (rendezte: Nikolaj Arcel, Dr. Struensee szerepében: Mads Mikkelsen)